# Kalvarienbergkirche Gramastetten

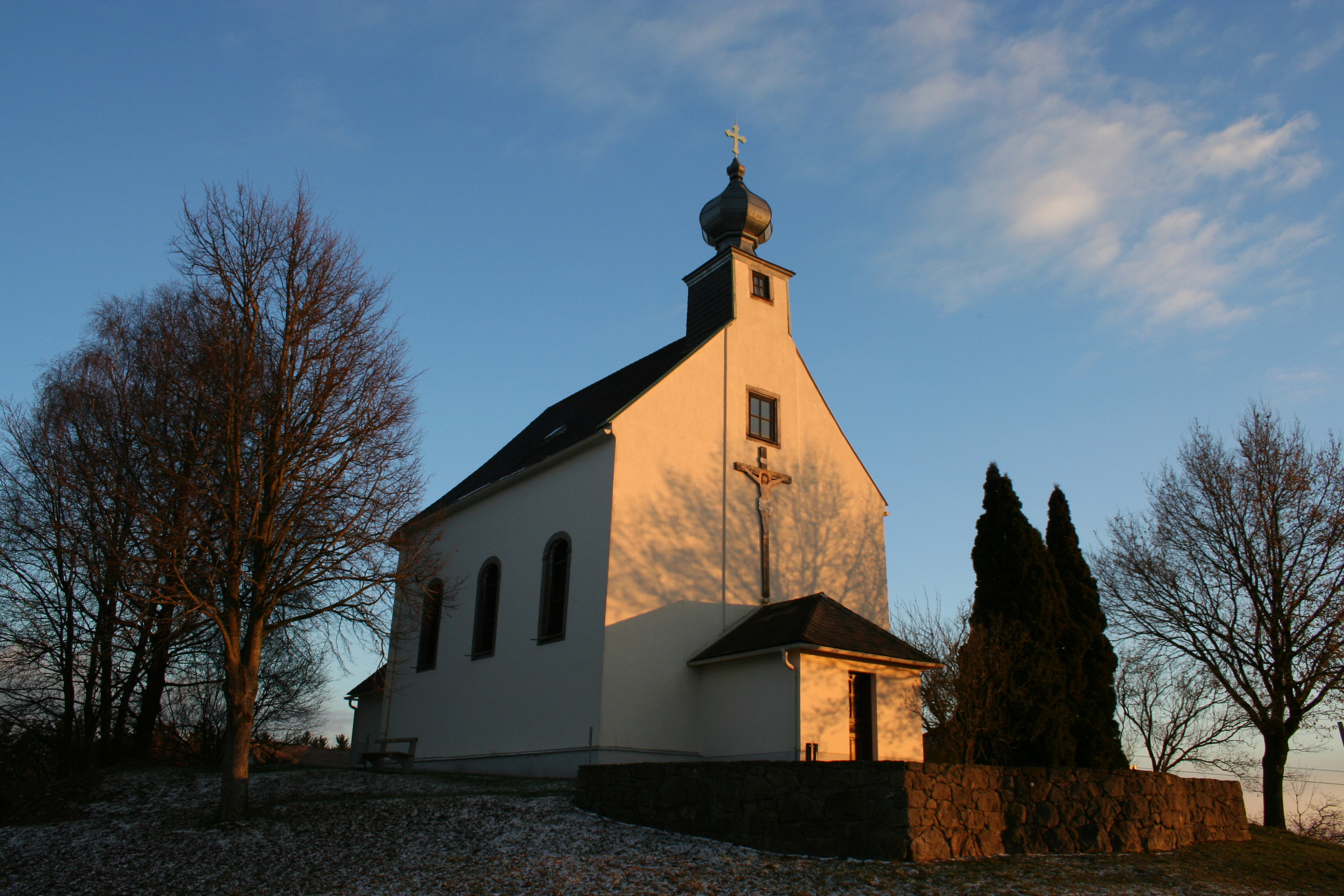
Bergkirche Gramastetten

Die Kalvarienbergkirche Gramastetten steht auf dem Galgenbühel weithin sichtbar südöstlich des Ortes in der Marktgemeinde Gramastetten im Bezirk Urfahr-Umgebung in Oberösterreich. Die auf das Fest Kreuzerhöhung geweihte Kalvarienbergkirche gehört zur Pfarrkirche Gramastetten im Dekanat Ottensheim der Diözese Linz. Die Kirche steht unter Denkmalschutz (Listeneintrag). Die dazugehörende Kreuzweganlage steht zwischen dem Markt und der Bergkirche.

## Geschichte
Die Bergkirche und der Kreuzweg wurden von 1831 bis 1834 mit dem Baumeister Johann Ramerstorfer erbaut. Restaurierungen waren 1958 und 1979. Die Kirche wird von Gramastettner Kameradschaftsbund betreut. Sie ist Bezirkskriegergedenkstätte der Sudetendeutschen und Böhmerwälder in Urfahr-Umgebung. Patrozinium ist der Karfreitag, der Tag der Kreuzigung.

## Architektur
Der schlichte Kirchenbau des Vormärz lehnt sich weitgehend an den Barock an im Sinne einer Gegenbewegung gegen den Josephinismus. Der Saalbau mit einer Ostapsis unter einem Satteldach mit einem Dachreiter hat einen fast quadratischen Anbau am Chorhaupt. Die Westfassade zeigt eine breite Mittellisene mit dem darüber stehenden kleinen Dachreiter mit einem Zwiebelhelm, etwas später erfolgte ein Portalvorbau. Seitlich hat die Kirche Rundbogenfenster.
Der dreijochige Saalraum unter kuppeligen Platzlgewölben hat Jochtrennungen mittels Pfeilervorlagen mit tief herabgezogenen Gurten. Die Westempore steht konvex vor.

## Ausstattung
Dem Hochaltar schuf 1833/1834 der Bildhauer Franz Xaver Schneider, über einem hohen pilastergegliederten Unterbau steht eine lebensgroße nazarenische Kreuzigungsgruppe. In Rechtecknischen stehen monumentale nazarenische Kreuzwegstationen, Kreuzabnahme und Grablegung von Franz Xaver Schneider (1833/1834). Ein Votivbild malte Johann Meindl (1853).
Die Kreuzigungsgruppe ist zugleich die zwölfte Station des Gramastettner Kreuzwegs, die 13. und 14. Station befindet sich in der Kirche an den Seitenwänden. Hinter der Kirche befindet sich die Heilig-Grab-Kapelle.
Das Kriegerdenkmal und die Bilder im Inneren der Kirche stammen vom Gramastettener Kaufmann und Künstler Hugo Gielge.